# Kościół św. Jana Bosko w Poznaniu
Kościół św. Jana Bosko w Poznaniu – kościół położony na poznańskich Winogradach położony między ulicami Pszczelną, Warzywną i Wyżyny. Od 2017 r. wielkopostny kościół stacyjny.

## Historia
Początkowo przy ul. Warzywnej istniała drewniana kapliczka Niepokalanego Serca Najświętszej Marii Panny w formie baraku postawionego w 1957. W 1958 roku pracę w niej zaczęli salezjanie, którzy przejęli ją w 1966 tworząc wikariat rezydialny.
W 1975 roku erygowano w tym miejscu parafię św. Jana Bosko. W 1976 rozpoczęto budowę obecnego kościoła według projektu Jana Kopydłowskiego. 16 grudnia 1979 arcybiskup Jerzy Stroba poświęcił kościół dolny, a 22 maja 1988 kościół górny.

## Opis
Jest to świątynia dwupoziomowa na planie kwadratu. Dolny kościół zajmuje niską podstawę, podczas gdy górny ma formę piramidy, której konstrukcja wspiera się na czterech pylonach. W pylonie od wschodu widoczny jest duży, betonowy krzyż.
Przy głównym wejściu, znajdującym się od strony zachodniej, znajduje się wmurowany kamień węgielny, który trafił tu w 1978 z bazyliki św. Piotra na Watykanie oraz tablica z płaskorzeźbą Chrystusa upamiętniająca Wielki Jubileusz Roku 2000.
Wewnątrz górnego kościoła, w części prezbiterialnej znajduje się figura Chrystusa Zmartwychwstałego. Na ścianach bocznych, w miejscach pylonów, znajdują się wysokie wnęki w których znajdują się obrazy: św. Jana Bosko po lewej i Matki Boskiej Częstochowskiej po prawej. W częściach bocznych wydzielone są także oddzielne pomieszczenia z konfesjonałami. Na ścianie zachodniej dwie empory o różnej wysokości. Na jednej z nich znajdują się Organy Hammonda.
W kościele dolnym rolę ołtarza głównego pełni krucyfiks z obrazem św. Jana Bosko po lewej. W ołtarzach bocznych obraz Matki Boskiej Nieustającej Pomocy (w lewym) i Miłosierdzia Bożego (po prawej) oraz figury Niepokalanego Serca Najświętszej Marii Panny i św. Antoniego Padewskiego. Naprzeciwko ołtarza znajduje się empora a pod nią pietà będąca darem arcybiskupa Antoniego Baraniaka.
Kościół dolny otaczają pomieszczenia zajmowane między innymi przez poznańskie koło Towarzystwa Brata Alberta, duszpasterstwo akademickie czy oratorium dla dzieci i młodzieży.
W sąsiedztwie kościoła, na narożniku ulic Pszczelnej i Wyżyny znajduje się dom Księży Salezjanów, w którego frontowej ścianie znajduje się wmurowany w 1976 roku kamień węgielny pochodzący z ołtarza głównego bazyliki Matki Boskiej Wspomożenia Wiernych w Turynie.